# Conflicto kurdo-iraquí
El conflicto kurdo-iraquí consiste en una serie de guerras y rebeliones de los kurdos contra la autoridad central de Irak durante el siglo XX, que comenzó poco después de la derrota del Imperio otomano en la Primera Guerra Mundial y duró hasta la invasión estadounidense de Irak en 2003.  Algunos ponen el punto culminante del comienzo del conflicto en el intento de Mahmud Barzanji de establecer un Reino independiente de Kurdistán,  mientras que otros relacionan el conflicto como solo la insurrección posterior a 1961 de los Barzanis. El conflicto duró hasta la invasión estadounidense de Irak en 2003, aunque las tensiones entre la autonomía kurda y el gobierno central iraquí han continuado.
El primer capítulo de la disputa kurdo-iraquí siguió al final de la Primera Guerra Mundial y la llegada de las fuerzas británicas. Mahmud Barzanji comenzó los intentos de secesión en 1919 y en 1922 proclamó el efímero Reino de Kurdistán . Aunque las insurrecciones de Mahmud fueron derrotadas, otro jeque kurdo, Ahmed Barzani, comenzó a oponerse activamente al gobierno central del Mandato de Irak durante la década de 1920. La primera de las principales revueltas de Barzani tuvo lugar en 1931, después de que Barzani, uno de los líderes kurdos más prominentes en el norte de Irak, lograra derrotar a otras tribus kurdas. Finalmente fracasó y se refugió en Turquía. El siguiente intento serio de secesión kurda fue realizado por el hermano menor de Ahmed Barzani, Mustafa Barzani, en 1943, pero esa revuelta también fracasó, lo que resultó en el exilio de Mustafa a Irán, donde participó en un intento de formar la República de Mahabad.
En 1958, Mustafa Barzani y sus combatientes regresaron a Irak desde el exilio, y se intentó negociar la autonomía kurda en el norte con la nueva administración iraquí del Gral. Qasim. Las negociaciones finalmente fracasaron y la Primera Guerra Iraquí-Kurda estalló el 11 de septiembre de 1961, que duró hasta 1970 e infligió entre 75.000 y 105.000 bajas. A pesar de los intentos de resolver el conflicto proporcionando a los kurdos una autonomía reconocida en el norte de Irak (Kurdistán iraquí), las negociaciones fracasaron en 1974, lo que resultó en la reanudación de las hostilidades conocida como la segunda guerra iraquí-kurda, que resultó en el colapso de las milicias kurdas. y la reconquista del norte de Irak por las tropas del gobierno iraquí. Como resultado, Mustafa Barzani y la mayoría de los líderes del PDK huyeron a Irán, mientras que UPK ganó poder en el vacío, liderando una campaña de insurgencia contra el gobierno central iraquí. Desde 1976, las relaciones UPK y PDK se deterioraron rápidamente, alcanzando el clímax en abril de 1978, cuando las tropas UPK sufrieron una gran derrota por parte del PDK, que contó con el apoyo de las fuerzas aéreas iraníes e iraquíes. Durante este período, las autoridades baazistas aprovecharon la oportunidad para llevar a cabo proyectos de colonización y desplazamiento a gran escala en el norte de Irak, con el objetivo de cambiar la demografía y desestabilizar así las bases de poder kurdas.
El conflicto resurgió como parte de la guerra entre Irán e Irak, con los partidos kurdos colaborando contra Sadam Huseín y el PDK y también obteniendo el apoyo militar de la República Islámica de Irán. En 1986, los líderes iraquíes se cansaron del fortalecimiento y la falta de lealtad de la entidad kurda en el norte de Irak y comenzaron una campaña genocida, conocida como Al-Anfal, para expulsar a los combatientes kurdos y vengarse de la población kurda, un acto que a menudo se describe como el genocidio kurdo, con un estimado de 50.000 a 200.000 víctimas. Después de la guerra del Golfo, una serie de levantamientos destrozaron Irak, pero solo los kurdos lograron lograr un estatus de autonomía no reconocida dentro de una de las zonas de exclusión aérea iraquíes, establecidas por la coalición liderada por Estados Unidos. A mediados de la década de 1990, el conflicto entre el PDK y el UPK estalló una vez más, dando lugar a una sangrienta guerra civil, que finalizó en 1997. A pesar del reconocimiento mutuo después de la guerra de Irak de 2003 que derrocó al gobierno de Ba'ath, las relaciones entre el Kurdistán iraquí y el gobierno central iraquí se tensaron entre 2011 y 2012 debido a problemas de poder compartido y la exportación de petróleo.

## Primeros conflictos

### Mahmud Barzanji (1919-1924)
Las revueltas de Mahmud Barzanji fueron una serie de levantamientos armados contra las fuerzas británicas en la Mesopotamia recién conquistada y más tarde contra el mandato británico en Irak . Después de su primera insurrección en mayo de 1919, el jeque Mahmud fue encarcelado y finalmente exiliado a la India por un período de un año. Cuando regresó, una vez más fue nombrado gobernador, pero poco después se rebeló nuevamente y se declaró gobernante del Reino de Kurdistán. El Reino de Kurdistán duró desde septiembre de 1922 hasta 1924. Con las fuerzas británicas superando en gran medida a las suyas en municiones y entrenamiento, Barzanji finalmente fue sometido y la región volvió al dominio iraquí central británico en 1924. El jeque Mahmud se retiró a las montañas y finalmente llegó a un acuerdo con el Reino independiente de Irak en 1932, tras su regreso de la clandestinidad. Las revueltas del jeque Mahmud se consideran el primer capítulo del moderno conflicto iraquí-kurdo.

### Revuelta kurda de 1931
La revuelta de Ahmed Barzani se refiere a la primera de las principales revueltas Barzani. Tuvo lugar en 1931 después de que Ahmed Barzani, uno de los líderes kurdos más destacados en el sur de Kurdistán, lograra unificar varias otras tribus kurdas. Las fuerzas de Barzani finalmente fueron dominadas por el ejército iraquí con el apoyo británico, lo que obligó a los líderes de Barzani a pasar a la clandestinidad.
Posteriormente, Ahmed Barzani se vio obligado a huir a Turquía, donde estuvo detenido y luego fue enviado al exilio en el sur de Irak. Aunque inicialmente fue una disputa tribal, la participación del gobierno iraquí sin darse cuenta condujo al crecimiento del jeque Ahmad y Mulla Mustafa Barzani como líderes kurdos prominentes. 

### Revuelta kurda de 1943
La revuelta kurda de 1943-1945 fue una insurrección nacionalista kurda en el Reino de Irak durante la Segunda Guerra Mundial. La revuelta fue dirigida por Mustafa Barzani y luego se unió su hermano mayor Ahmed Barzani, el líder de la revuelta kurda anterior en el Reino de Irak. La revuelta, que se inició en 1943, finalmente fue sofocada por el asalto militar iraquí a fines de 1945, combinado con la deserción de varias tribus kurdas. Como resultado, los Barzanis se retiraron con gran parte de sus fuerzas al Kurdistán iraní, uniéndose a los elementos kurdos locales para establecer la República de Mahabad.

## Fase principal

### Negociaciones sobre la autonomía kurda (1958-1960)
Después del golpe militar de Abdul Karim Qasim en 1958, el nuevo presidente iraquí Qasim invitó a Mustafa Barzani a regresar del exilio y fue recibido con una "bienvenida de héroe", como ex disidente de la ahora abolida monarquía iraquí. Como parte del trato concertado entre Qasim y Barzani, Qasim prometió dar a los kurdos autonomía regional a cambio del apoyo de Barzani a sus políticas. Mientras tanto, durante 1959-1960, Barzani se convirtió en el líder del Partido Democrático del Kurdistán (PDK), al que se le otorgó estatus legal en 1960.

### Primera guerra kurdo-iraquí (1961-1970)
La Primera guerra kurdo-iraquí o Rebelión de Barazani fue un evento importante del conflicto kurdo-iraquí, que duró desde 1961 hasta 1970. La lucha fue dirigida por Mustafa Barzani en un intento por establecer un estado kurdo independiente en el norte de Irak. A lo largo de la década de 1960, el levantamiento se convirtió en una larga guerra, que no se resolvió a pesar de los cambios de poder internos en Irak. La guerra terminó con un punto muerto en 1970, lo que resultó en entre 75.000 y 105.000 bajas. Una serie de negociaciones iraquíes-kurdas siguieron a la guerra en un intento por resolver el conflicto.

### Alto el fuego (1970-1974)
En marzo de 1970, el gobierno iraquí y los kurdos llegaron a un acuerdo de autonomía kurda, después de la Primera guerra kurdo-iraquí, para la creación de una Región Autónoma, que consta de las tres gobernaciones kurdas y otros distritos adyacentes que se han determinado como de mayoría kurda a través del censo. El plan también otorgó representación a los kurdos en los órganos gubernamentales, que se implementará en cuatro años. Para su época, fue el intento más serio de resolver el prolongado conflicto.

### Segunda guerra iraquí-kurda (1974-1975)
La segunda guerra kurdo-iraquí fue una ofensiva dirigida por las fuerzas iraquíes contra las tropas rebeldes del PDK de Mustafa Barzani durante 1974-1975. La guerra se produjo después de la Primera guerra kurdo-iraquí (1961-1970), ya que el plan de paz de 1970 para la autonomía kurda no se había implementado en 1974. A diferencia de la campaña de guerrilla anteriormente emprendida por Barzani, la guerra de 1974 fue un intento de guerra simétrica contra el ejército iraquí, que finalmente condujo al rápido colapso de los kurdos, que carecían de armamento avanzado y pesado. La guerra terminó con el exilio del PDK iraquí y entre 7.000 y 20.000 muertos en ambos bandos.

### Arabización del Kurdistán iraquí e insurgencia del UPK (1976-1979)
La insurgencia del UPK fue una campaña militante de bajo nivel de la Unión Patriótica de Kurdistán (UPK) contra el estado de Irak, después de la derrota del Partido Democrático de Kurdistán (PDK) en la segunda guerra iraquí-kurda, que obligó a la organización PDK a declarar un alto el fuego y marcharse al exilio. Sin embargo, debido a la falta de apoyo extranjero, las guerrillas solo pudieron operar en las regiones más altas de las montañas del Kurdistán iraquí . El UPK también se enfrentó al PDK, al PDKI, dirigido por Abdul Rahman Ghassemlou, y a Irán apoyando a los iraquíes en varias ocasiones. La insurgencia se atenuó con la rebelión kurda de 1979 en Irán.
Las campañas de arabización baazista en el norte de Irak fueron el desplazamiento forzado y la arabización cultural de las minorías iraquíes (kurdos, yezidíes, asirios, chabaquíes, armenios, turcomanos, mandeos), en línea con las políticas de asentamiento de colonos, dirigidas por el gobierno baazista de Irak desde la década de 1960 hasta principios de la década de 2000, con el fin de cambiar la demografía del norte de Irak hacia la dominación árabe. El partido Baaz bajo Sadam Huseín participó en la expulsión activa de las minorías desde mediados de la década de 1970 en adelante. Las campañas tuvieron lugar durante el conflicto kurdo-iraquí, siendo motivadas en gran medida por el conflicto étnico y político kurdo-árabe.
Las políticas a veces se denominan "colonialismo interno", descritas por el Dr. Francis Kofi Abiew como un programa de "arabización" colonial, que incluye deportaciones kurdas a gran escala y asentamientos árabes forzados en la región.

### Rebelión kurda durante la Guerra entre Irán e Irak (1980-1988)
Entre 1980 y 1988, el conflicto se intensificó cuando comenzó la guerra entre Irán e Irak. Uno de los grupos atacados en particular por las autoridades iraquíes fueron los kurdos feili, una comunidad de kurdos chiitas asentada en la zona sur de las montañas Zagros, cerca de la frontera de Irak con Irán. Sadam Huseín consideró al grupo como 'iraníes' y comenzó una campaña para expulsar a los colonos del área como parte de su política de 'arabización' en 1980. Sadam Huseín fue severamente crítico con el Partido Democrático de Kurdistán (PDK) mientras alineaban fuerzas con Irán en el conflicto. En 1983, para vengar esta relación, ordenó al Ejército que secuestrara a unos 8.000 hombres y niños de la provincia de Erbil, donde tenía su base el clan de los kurdos Barzani. Massoud Barzani, el líder del clan y del PDK, mismo él perdió a 37 miembros de su familia a manos de las tropas iraquíes. Se informó que fueron enviados a la prisión de Nugra Salman en los desiertos del sur de Irak, donde fueron torturados. Posteriormente, los restos de 512 hombres Barzani fueron descubiertos en una fosa común. El 16 de marzo de 1988, las tropas iraquíes comenzaron a bombardear la ciudad kurda de Halabja, en represalia por un ataque a las posiciones iraquíes llevado a cabo por la Guardia Revolucionaria iraní y los combatientes Peshmerga alineados. Posteriormente, la ciudad fue atacada con una mezcla de sustancias químicas como VX (agente nervioso), sarín y gas mostaza (ver ataque químico Halabja). Se cree que más de 5.000 personas murieron en el ataque, que se consideró parte de la Campaña Al-Anfal, dirigida contra los kurdos por el gobierno bajo el mando de Ali Hassan al-Majid, jefe de la Oficina Norte del Partido Baaz.

### Levantamiento kurdo de 1991
El 2 de agosto de 1990, Saddam lanzó una invasión militar en el vecino Kuwait, supuestamente debido a sus vastas reservas de petróleo, que lo habrían ayudado a pagar las deudas que tenía con otros países durante la guerra entre Irán e Irak (ver guerra del Golfo). En 24 horas, el Emir de Kuwait había huido. Sin embargo, posteriormente, una fuerza de coalición internacional formada por tropas estadounidenses, británicas, saudíes y otras liberaron el país en 1991 y las tropas iraquíes fueron expulsadas de Kuwait (ver Operación Tormenta del Desierto ). Posteriormente, un mes después de la guerra del Golfo en febrero de 1991, el presidente de los Estados Unidos, George H. W. Bush, llamó al pueblo iraquí a organizar un levantamiento contra Sadam Huseín. Esto fue seguido por una serie de rebeliones en muchas partes del país, como el sur por parte de grupos chiitas como SCIRI y el Partido Islámico Da'awa. Mientras tanto, los kurdos en el norte protagonizaron su propio levantamiento por la autonomía, bajo el liderazgo de Massoud Barzani, líder del Partido Democrático de Kurdistán, y Jalal Talabani, líder de la Unión Patriótica de Kurdistán. Los Peshmerga fueron entrenados en guerrillas endurecidos que lograron infiltrarse en Jash, una milicia kurda orientada a Saddam. Los rebeldes pronto lograron capturar la ciudad de Ranya, Sulaimaniya y finalmente el centro petrolero de Kirkuk. Saddam tomó represalias rápidamente, golpeando a Kirkuk con artillería y apuntando a hospitales en particular. Geográficamente, las ciudades capturadas por los rebeldes kurdos eran difíciles de defender ya que se asentaban en llanuras debajo de las montañas. Los rebeldes se vieron obligados a retirarse a las montañas, donde, según los informes, los helicópteros iraquíes les arrojaron harina (que se creía que era un legado sombrío de las supuestas armas químicas en polvo que utilizó la administración iraquí durante la Campaña de Al-Anfal).

## Fase tardía
La "solución de dos estados" para el conflicto se refiere a la separación permanente del Kurdistán iraquí de Irak, en lugar de mantener la unidad iraquí con el Kurdistán iraquí como una región autónoma. Cambiaría el estado a largo plazo que ha existido en el país tras la formación de la autonomía kurda en el norte de Irak en 1991. Otro término que existe es la "solución de los tres estados", el nombre de una propuesta para dividir en tres estados a sus tres minorías: los kurdos, los árabes sunitas y los chiitas en el sur.

### Guerra civil kurda (1994-1997)
La Guerra civil kurda fue un conflicto militar que tuvo lugar entre facciones kurdas rivales en el Kurdistán iraquí a mediados de la década de 1990, en particular la Unión Patriótica de Kurdistán contra el Partido Democrático de Kurdistán. En el transcurso del conflicto, las facciones kurdas de Irán y Turquía, así como las fuerzas iraníes, iraquíes y turcas se vieron envueltas en la lucha, con la participación adicional de las fuerzas estadounidenses. Entre 3.000 y 5.000 combatientes y civiles murieron a lo largo de más de 3 años de guerra.

### Invasión de Irak de 2003
Al llegar al Kurdistán iraquí en julio de 2002, la CIA rara vez trabajó con los Peshmerga, a pesar de que afirmaban estar en una misión antiterrorista contra Ansar al-Islam. Para decepción de los Peshmerga del UPK que intentaban destruir a Ansar al-Islam, la verdadera misión de la CIA era adquirir inteligencia sobre el gobierno y las fuerzas armadas iraquíes. Sin embargo, las operaciones de la CIA-Peshmerga finalmente fueron más allá del alcance de la recopilación de inteligencia, ya que los Peshmerga del UPK se utilizaron para destruir líneas de ferrocarril y edificios clave antes del ataque estadounidense en marzo de 2003.  Tras la decisión de Turquía de negar cualquier uso oficial de su territorio, la Coalición se vio obligada a modificar el ataque simultáneo planeado desde el norte y el sur. Las fuerzas de Operaciones Especiales de la CIA y el Ejército de EE. UU. lograron construir y liderar a los Peshmerga kurdos en una fuerza efectiva y de asalto para el Norte.
El 20 de marzo de 2003, aproximadamente a las 02:30 UTC o alrededor de 90 minutos después de que transcurriera el plazo de 48 horas, a las 05:33 hora local, se escucharon explosiones en Bagdad, señalando el comienzo de la invasión liderada por Estados Unidos . A partir del 21 de marzo de 2003, las fuerzas estadounidenses lanzaron misiles Tomahawk en posiciones seleccionadas de Ansar al-Islam en todo el valle de Sargat. En preparación para el asalto terrestre, apodado Operación Viking Hammer, el teniente coronel estadounidense Tovo dividió sus fuerzas en seis unidades mixtas de Fuerzas Especiales-peshmerga. Los peshmerga de dos de estos equipos se negaron a contribuir al asalto por varias razones, incluida la pérdida de demasiado personal en combates anteriores.  Los peshmerga que lucharon estaban nuevamente armados con AK-47, granadas propulsadas por cohetes y otras armas variadas.
A pesar de sus adversarios bien armados, durante la operación solo 24 peshmerga murieron en la lucha, en comparación con un recuento de cuerpos enemigos de más de 300.

### Tensiones de 2011-2012

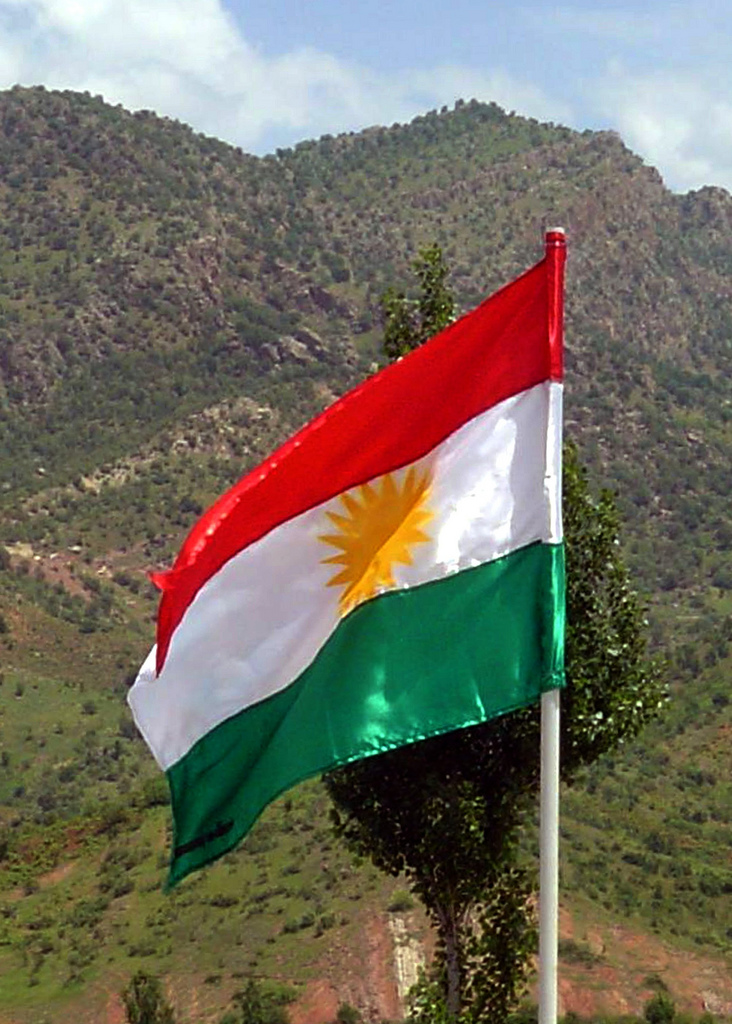
Bandera kurda en la región de Kurdistán

Las tensiones entre el Kurdistán iraquí y el gobierno central iraquí aumentaron entre 2011 y 2012 por cuestiones de reparto del poder, producción de petróleo y control territorial. En abril de 2012, el presidente de la región kurda del norte semiautónoma de Irak exigió que los funcionarios aceptaran sus demandas o enfrentarían las consecuencias de una secesión de Bagdad para septiembre de 2012.
En septiembre de 2012, el gobierno iraquí ordenó al Gobierno Regional del Kurdistán (GRK) que transfiriera sus poderes sobre Peshmerga al gobierno central y las relaciones se tensaron aún más por la formación de un nuevo centro de mando (Comando de la Operación Tigris) para que las fuerzas iraquíes operaran en un territorio en disputa sobre el que tanto Bagdad como el Gobierno Regional del Kurdistán (GRK) reclaman jurisdicción.
El 16 de noviembre de 2012, un enfrentamiento militar entre las fuerzas iraquíes y los Peshmerga resultó en la muerte de una persona. CNN informó que 2 personas murieron (una de ellas un soldado iraquí) y 10 resultaron heridas en enfrentamientos en la ciudad de Tuz Khurmato.
En la noche del 19 de noviembre, se informó que los enfrentamientos entre las fuerzas de seguridad del gobierno central iraquí y las fuerzas del KRG en Tigrit dejaron 12 soldados iraquíes y un civil muertos, según la agencia de noticias Doğan. El enfrentamiento estalló cuando los soldados iraquíes intentaron ingresar al norte de Irak; Peshmergas trataron de evitar que los soldados iraquíes ingresaran al área siguiendo las instrucciones de Barzani. No hubo confirmación del evento.
El 25 de noviembre, se informó que el Kurdistán iraquí envió refuerzos a un área en disputa, donde sus tropas están "involucradas en un enfrentamiento con el ejército iraquí", a pesar de los llamados de ambas partes al diálogo para calmar la situación.
El 11 de diciembre, el presidente del Kurdistán iraquí, Massoud Barzani, vestido con un uniforme militar, visitó las áreas controladas por los kurdos de Kirkuk, una ciudad vista durante mucho tiempo como un foco de tensión entre árabes y kurdos después de la retirada militar de EE. UU. en diciembre de 2011. Tras la visita de Massoud Barzani a las tropas kurdas estacionadas en la zona en disputa cerca de Kirkuk, el partido del primer ministro iraquí Maliki, el Estado de Derecho, emitió un comunicado en el que afirmaba que "la visita del presidente de la región del Kurdistán, Massoud Barzani, y su hijo con casco militar para inspeccionar los frentes de batalla en la provincia de Kirkuk es una 'declaración de guerra' a todos los iraquíes, no solo a Maliki, e incluso al presidente Jalal Talabani".

### Conflicto regional de 2014 en Irak
En 2014, unidades del ejército iraquí huyeron de gran parte del norte de Irak ante los ataques del Estado Islámico en Irak y el Levante. Las fuerzas Peshmerga tomaron el control de Kirkuk y otras áreas pobladas por kurdos fuera del territorio oficial del GRK. Los funcionarios en Bagdad estaban enojados por la venta de petroleros por valor de petróleo transportado a través del oleoducto kurdo.

### Referéndum de independencia del Kurdistán iraquí de 2017 y enfrentamientos posteriores

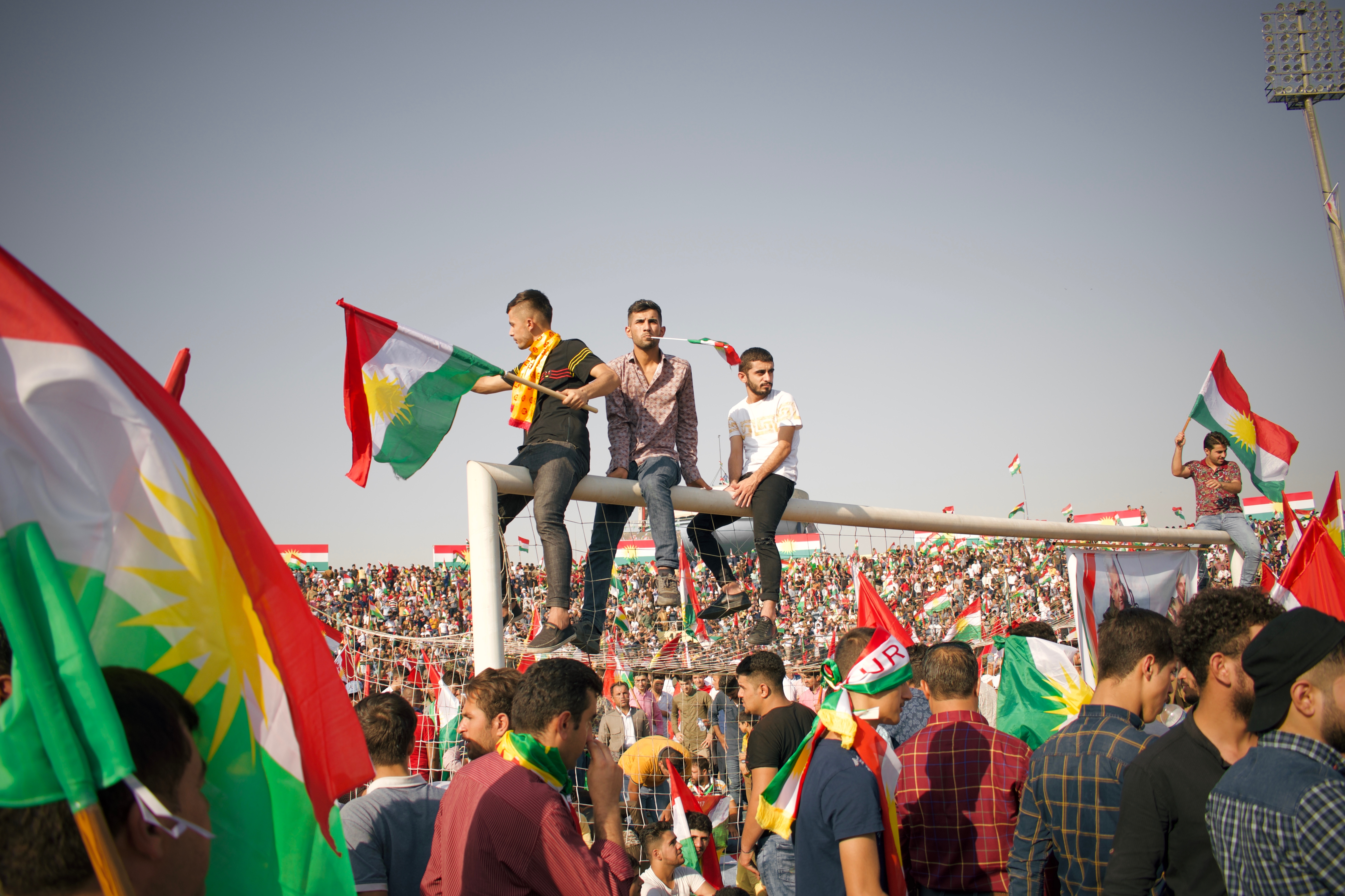
Manifestación independentista en Erbil en septiembre de 2017

El expresidente de la región del Kurdistán iraquí, Masoud Barzani, facilitó el referéndum de independencia del Kurdistán iraquí en septiembre de 2017.
Después de que las autoridades kurdas celebraran un referéndum de independencia el 15 de octubre de 2017, el primer ministro de Irak, Haider al-Abadi, exigió que se cancelara el resultado del referéndum y pidió al GRK que iniciara un diálogo "en el marco de la constitución".
En octubre, Irak comenzó a trasladar sus fuerzas a las áreas ocupadas por el GRK después de la entrada de ISIL, y a todas las áreas en disputa fuera de la región kurda, incluida Kirkuk, después de una intensa preparación entre Irak, Irán y Turquía. El ejército iraquí conquistó el área que ahora se llama territorio en disputa.[cita requerida]

## Bajas
[a]. Conflicto iraquí-kurdo (cifra combinada de víctimas 163.800-345.100):
Revueltas de Mahmud Barzanji (1919-1924) - desconocido
Revuelta de Ahmed Barzani (1931-1932): cientos de muertos
1943 Revuelta de Barzani (1943-1945): cientos de muertos
Primera guerra iraquí-kurda (1961-1970): 12.000-105.000 muertos.
Segunda guerra iraquí-kurda (1974-1975): 9.000 muertos.
Insurgencia PUK (1976-1978): 800 muertos.
1980 Persecución de los kurdos de Feyli bajo Sadam Huseín - 25 000
Levantamiento kurdo iraquí (1982-1988) : 50.000-198.000 muertos.
Levantamiento de 1991 en As Sulaymaniyah : 700 a 2000 muertos.
Guerra civil kurda iraquí (1994-1997) - 3.000 -5.000 muertos
Invasión de Irak de 2003 ( Operación Viking Hammer ): 300 islamistas asesinados, al menos 24 peshmerga asesinados;  número desconocido de agentes iraquíes "eliminados".